# 400.
◄ | 3. stoljeće | 4. stoljeće | 5. stoljeće | ►
◄ | 370-ih | 380-ih | 390-ih | 400-ih | 410-ih | 420-ih | 430-ih | ►
◄◄ | ◄ | 397. | 398. | 399. | 400. | 401. | 402. | 403. | ► | ►►
Astronomija • Književnost • Kršćanstvo

## Rođenja
- ? – Lav I., papa († 461.)

## Vanjske poveznice
|  | Zajednički poslužitelj ima još gradiva o temi 400. |